# M15 (Armenien)
Die M15 (armenisch: Մ 15) ist eine Hauptstraße in Armenien. Sie bildet die östliche Umfahrung der Hauptstadt Jerewan.

## Geschichte
Wann genau die M15 angelegt worden ist, ist nicht bekannt. 

## Orte an der Straße
- Abowjan
- Jerewan
- Masis